# Псилоцибин
Псилоцибинът е психоактивната съставка в някои от така наречените „магически гъби“, популяризирани в Европа от Р. Гардън през 1957 г. Има данни, че са били използвани от ацтеките и други древни народи за извършване на окултни ритуали и връзка с „боговете“.

## Ефекти
- Разширени зеници
- повишена цветова яркост на зрението
- неконтролируем смях
- изкривяване на картината
- приливи на радост, щастие, понякога страх
- илюзорно движение на околни обекти, променливо възприятие за форма и обем
- при по-високи дози следва абсолютна загуба на връзка с реалността и усещане за време
- неспособност за движение.

В зависимост от предконсумативната настройка, има възможност както за „добро пътешествие“ и „мистично преживяване“, така и за „лошо“ или „кошмарно пътешествие", при което човек (както и с други психо-активни вещества) решава, че умира и/или полудява.
Опитни психонавти, включително и Тимоти Лири, който още като професор давал псилоцибин на доброволци затворници, препоръчват човек винаги да е в изцяло контролирана и/или безопасна среда като апартамент или на природа, за да се намали вероятността за „кошмарно пътешествие“.
- Продължителност: 3 – 8 часа.